# Абу Хафс Умар II
Абу Хафс Умар II (или Абу Хафс Умар II ибн Абу Бакр, ум. 1349) — тринадцатый правитель государства Хафсидов в Ифрикии в 1346-1349 году, двенадцатый халиф Хафсидов.

## Биография
Умар II правил Тунисом всего несколько месяцев в 1347 году.
К моменту его восшествия на престол в Ифрикию уже направлялась армия маринидского султана Марокко Абу-л-Хасана Али, который предъявил свои права на престол Хафсидов. Не встречая серьёзного сопротивления, султан оккупировал Ифрикию.
Однако Абу-л-Хасан Али допустил ошибку, освободив бедуинов от налога на оседлость, и это привело к арабскому восстанию, которое нанесло марокканцам серьёзное поражение (1348) и подорвало авторитет султана. Восстание осложнилось тем, что мятежи вспыхнули и в других местах Магриба, и, наконец, в декабре 1349 года султан Марокко покинул Тунис и отбыл на корабле в западные районы.
Халифом Хафсидов был провозглашён брат Умара по имени Абу Хафс Абуль-Аббас Ахмад I аль-Фадль (декабрь 1349).